# Peter H. Davids
Peter Hugh Davids (Syracuse, 22 novembre 1947) è un biblista e presbitero statunitense naturalizzato canadese.

## Biografia
Davids ha studiato inizialmente a Wheaton, dove ha conseguito il Bachelor of arts al Wheaton College nel 1968, poi ha proseguito gli studi a Chicago, conseguendo il Master of divinity al Trinity Evangelical Divinity School nel 1971. Ha perfezionato successivamente i suoi studi nel Regno Unito, conseguendo il Ph.D alla Victoria University of Manchester nel 1974. Nel 1976 è diventato professore assistente di Studi biblici alla Trinity Episcopal Scholl ad Ambridge. Nel 1979 è stato ordinato presbitero della Chiesa episcopale degli Stati Uniti d'America. Nel 1983 si è trasferito in Canada ed è diventato professore di Nuovo Testamento al Regent College a Vancouver. Dal 1989 ha insegnato al Canadian Theological Seminary a Regina fino al 1991, anno in cui è ritornato al Regent College. Nel 2003 è ritornato negli Stati Uniti, diventando docente a Houston presso la Houston Baptist University fino al 2006, anno in cui si è ritornato in Canada per insegnare alla St. Stephen University a St. Stephen. Nel 2011 è ritornato definitivamente negli Stati Uniti ed è stato nominato professore invitato alla Houston Baptist University. Successivamente si è accostato al cattolicesimo; nel 2014 ha lasciato la Chiesa episcopale e nel dicembre dello stesso anno è stato ordinato prete cattolico. Nel 2015 si è ritirato dall’insegnamento alla Houston Baptist University e ha assunto l'incarico di  direttore della formazione dei preti cattolici dell'arcidiocesi di Galveston-Houston.
Davids si è sposato nel 1967 con Judith Lee Bouchillon, da cui ha avuto quattro figli, un maschio e tre femmine; una delle figlie è morta prematuramente.

## Libri pubblicati

### Come autore
- The Epistle of James: a commentary on the Greek text, New International Greek Testament Commentary, Eerdmans, 1982
- Suffering According to New Testament Teaching: a study in semantic differentation, Evangelical Theological Society, 1986
- The First Epistle of Peter, New International Commentary on the New Testament, Eerdmans, 1990
- Hard Sayings of the Bible, InterVarsity Press, 1996
- The Letters of 2 Peter and Jude, Eerdmans, 2006
- 2 Peter and Jude: A Handbook on the Greek Text, Baylor University Press, 2011
- A Theology of James, Peter and Jude, Zondervan, 2014

### Come curatore editoriale
- Peter H. Davids & Ralph P. Martin, Dictionary of the Later New Testament & Its Developments: A Compendium of Contemporary Biblical Scholarship, InterVarsity Press, 1997